# La boda (película de 1982)
La boda es una película venezolana de 1982 dirigida por Thaelman Urgelles. Es considerada una de las obras más importantes del cine venezolano por su exploración de las dinámicas sociales a través de una historia que transcurre en el contexto de un matrimonio. La película recibió el reconocimiento de la crítica y fue galardonada con una mención especial del Jurado Ecuménico en el Festival Internacional de Cine de Locarno de 1982.

## Sinopsis
José y Marlene festejan su matrimonio. Los invitados, que pertenecen a diferentes estratos sociales, comienzan a rememorar acontecimientos del pasado. Durante la fiesta, aparece el padre de José y la paz cesa cuando el padre de la novia lo reconoce como el hombre que lo torturó años atrás en la Seguridad Nacional, la policía política del dictador Marcos Pérez Jiménez. Después, en medio de una pelea, un invitado resulta herido y todos finalizan el festejo en el hospital.
La historia transcurre en Venezuela y sigue el desarrollo de una boda a lo largo de tres décadas. Durante la celebración, las interacciones entre los invitados reflejan la evolución de la sociedad venezolana, abarcando desde los años cincuenta hasta principios de los ochenta. La película utiliza el evento matrimonial como metáfora de los cambios políticos, económicos y culturales del país.

## Reparto
- Eva Mondolfi
- Antonieta Colón
- Asdrúbal Meléndez
- Carlos Carrero
- Corina Azopardo
- Hector Clotet
- Víctor Cuica
- Alberto Galindez
- Ramón Hinojosa
- Raúl Medina
- Ricardo Mitre
- Andy Montañez
- Juan Manuel Montesinos
- Esther Orjuela

## Producción
La boda fue realizada en un período de auge del cine venezolano, conocida como Época de Oro del cine venezolano, cuando el país contaba con un financiamiento significativo para el desarrollo de su industria cinematográfica. El guion fue escrito por Thaelman Urgelles y Edilio Peña, reconocido dramaturgo y guionista venezolano.

## Recepción
La película fue bien recibida por la crítica tanto en Venezuela como en festivales internacionales. En 1982, obtuvo una mención especial del Jurado Ecuménico en el Festival Internacional de Cine de Locarno, lo que contribuyó a su reconocimiento fuera del país.
En retrospectiva, La boda ha sido considerada una de las películas más representativas de su época y un retrato crítico de la sociedad venezolana. Ha sido objeto de análisis en el ámbito académico y cinematográfico.